# Ted (film)
A Ted egy 2012-ben bemutatott amerikai filmvígjáték, melynek írója, producere és rendezője Seth MacFarlane, a Family Guy megalkotója. A film John Bennettről, a harmincöt éves férfiról szól, aki kénytelen szeretett játékmackójával foglalkozni, aki egy gyermekkori kívánság eredményeként életre kelt és azóta is ott él mellette. A Ted MacFarlane első mozifilmje, amelyet CGI technikával, élőszereplőkkel ötvözve hoztak létre. Főbb szerepekben olyan színészek tűnnek fel, mint Mark Wahlberg, Mila Kunis, Giovanni Ribisi és Joel McHale. Ted eredeti hangját és mozgását MacFarlane szolgáltatja.

## Cselekmény
|  | Alább a cselekmény részletei következnek! |

1985-ben, egy Swampscott nevű kisvárosban, Massachusetts-ben John Bennett egy magányos kisfiú, akinek nincs egyetlen barátja sem. Karácsonyra a szüleitől egy nagy plüssmackót kap ajándékba, akit elnevez Teddy-nek (később Ted) és attól kezdve a mackó lesz a legjobb barátja. Egyik éjszaka John azt kívánja, hogy a macija bárcsak tudna hozzá igazából beszélni. Mivel azon az estén történetesen épp szenteste volt, ráadásul John hullócsillag alatt kívánt, így másnap reggelre Ted csodával határos módon életre kel. Miután John szülei magukhoz térnek a megdöbbentő sokktól, amit az élő-beszélő plüssjáték megjelenése okoz a házban, a csoda híre eljut az egész világhoz és Ted egy rövid ideig hatalmas hírességé válik.
2012-ben John (Mark Wahlberg) és Ted (MacFarlane eredeti hangjával) még mindig együtt élnek Boston déli részén. Bár részben már mindketten felnőttek, legtöbb idejüket még most is szórakozással töltik; füveznek a kanapén, söröznek, és rajzfilmeket néznek a tévében. Mindemellett azonban Johnnak egy autókölcsönzőnél kell dolgoznia, és már négy éve tartós kapcsolatot folytat egy Lori Collins nevű gyönyörű nővel (Mila Kunis). Négyéves együttlétüknek évfordulóján Lori reménykedik benne, hogy John végre megkéri a kezét, ám közben úgy érzi, sosem fordul komolyabbra a kapcsolatuk, addig, amíg Ted velük él, aki szerinte hátráltatja Johnt abban, hogy rendes élete legyen. John azonban túlságosan ragaszkodik Tedhez, hogy megváljon tőle, ám mikor egyik este hazamennek és felfordulva találják a lakást, Teddel és négy prostituálttal, John végül rászánja magát, hogy Tedet kiköltözésre bírja.
John talál Tednek egy saját lakást és munkát egy élelmiszerboltban, mindemellett azonban Tednek egyáltalán nincs ínyére újfajta életmódja, amelyet kénytelen elfogadni. Noha már nem laknak egymással, Ted és John a legtöbb időt még mindig együtt töltik, amely miatt John kezdi egyre elhanyagolni a munkáját, és újabb kifogásokkal elhanyagolni a kötelességét, ezáltal a Lorival való kapcsolatát is. Eközben pedig egy őrült, mániákus Donny, aki gyerekkorában bálványozta Tedet, mindenáron meg akarja szerezni a mackót magának, és elkényeztetett fiának Robertnek.
Amikor John és Lori meghívást kapnak Rex, Lori kéjsóvár főnökének ünnepségére, Ted felhívja Johnt, hogy jöjjön el hozzá, mert egy házibulit rendez, ahol ráadásul jelen van Sam J. Jones, Ted és John kedvenc filmje, a Flash Gordon sztárja. John azzal a szándékkal érkezik Ted bulijába, hogy csak néhány percig maradhat, ám az események végül durva fordulatokat vesznek: John és Ted kokaint szívnak Sam Jonesszal, s őrült, részeges bulizásba fognak, Ted karaoke-izni kezd, s végül a vad bulizók áttörik a falat, ahol a szomszédságban lakó ázsiai férfi egy késsel támad rájuk, míg Ted megverekszik egy kacsával. Johnnak csak éjfél körül jut eszébe, hogy megfeledkezett Loriról, aki mikor felfedezi, hogy John, miért is hagyta ott őt a partin, szakít vele és elmegy. John ekkor dühösen azzal vádolja Tedet, hogy tönkreteszi az életét, és azt mondja, hogy többé nem akarja látni.
Később Ted megpróbálja tisztázni a nézeteltéréseit Johnnal, ami végül odáig fajul, hogy a két barát összeverekszik a hotelszobában, ahol John megszállt. A verekedés során feldúlják a szobát, majd mindketten súlyos testi fájdalmat okozva a másiknak, végül kibékülnek és Ted megígéri Johnnak, hogy segít helyrehozni a Lorival való kapcsolatát. Ezután mindketten a Hatch Shell-ben megrendezett koncertre mennek, ahová Ted tudomása szerint Rex vitte el Lorit randizni, hogy John és Lori szakítását kihasználva közeledhessen a lány felé. A koncerten fellép Ted régi szeretője Norah Jones, aki Ted kérésére megengedi Johnnak, hogy énekeljen egy dalt Lorinak a közönség soraiból. John éneke azonban nem arat nagy sikert, az emberek lefújolják a színpadról, a végén pedig a rendőröknek kell elvezetniük őt, miután leüt egy fickót, aki iszonyatos éneklése miatt nekirontott. A történtek után Ted elmegy Lorihoz a lakására, és elmagyarázza, hogy ő a felelős azért, hogy John otthagyta őt a partin azon az estén. Felajánlja neki, hogyha ad még egy esélyt Johnnak, akkor ő örökre eltűnik az életükből, amibe Lori némi habozás után beleegyezik, és elmegy Johnhoz, hogy beszéljen vele. Néhány perccel azután, hogy távozik, hirtelen megjelenik Donny és Robert, akik egy zsákba gyömöszölve elrabolják Tedet.
Donny házában Ted szembesül vele, hogy Donny mindig is szeretett volna egy olyan beszélő bűvös mackót, mint ő, de sosem kapott
az apjától, és most csak azért szerezte meg a fiának Tedet, hogy neki meglegyen az, amire ő is vágyott egykor. Robert azonban inkább egy bokszzsákként bánik Teddel, mintsem barátként, undok és zsarnokoskodó, és ha Ted nem úgy cselekszik, ahogy ő akarja egyszerűen letépi a fülét. Ted számára egyértelművé válik, hogy meg kell szöknie. Sikerül telefonhoz jutnia és felhívja Johnt értesítvén róla, hogy bajban van, aki Lori segítségét kéri, majd mindketten, Donnyék háza felé veszik az irányt, hogy megmentsék Tedet. Közben azonban Donny és Robert is szintén kocsiba pattnak, Teddel együtt, hogy leléceljenek a mackóval, mielőtt bárkinek is feltűnne, hogy náluk van. Mikor John és Lori odaérnek azt látják, ahogy a kocsi elhajt, csomagtartójában a foglyul ejtett Teddel, s üldözőbe veszik Donnyékat. Ezalatt Ted minden erejével próbál megszökni fogva tartóitól több-kevesebb sikerrel. Az üldözés végül a Fenway Park baseballstadionjánál ér véget, ahol Ted kétségbeesetten próbál menekülnie, az őt üldöző fékezhetetlen Donny elől, mígnem a stadion fölött lévő hatalmas oszlopzatra mászik fel, de Donny oda is követi. John és Lori igyekeznek a segítségére sietni, de Robert az útjukat állja, azzal hogy hisztérikusan szalad feléjük, ám John egy ütéssel kiüti őt. A stadionba érve látják, ahogy Ted egyre feljebb mászik az oszlopzaton, a nyomában Donnyval, aki immár mániákussá váltan kapkod a maci után, aminek az eredményeként végül elszakítja Tedet, aki darabjaira hullva a földre zuhan. Nem sokkal ezután megérkezik a helyszínre a rendőrség is, ami arra készteti Donnyt, hogy elmeneküljön. John és Lori lerohannak a baseballpályára, ahová Ted zuhant, s rémülten veszik észre, hogy a maci teljesen szét van szakadva. Megpróbálnak segíteni rajta és összeszedni a töméseit, Ted azonban nagyon gyengélkedik, s haldokló hangon, utolsó erejével azt mondja Johnnak, hogy ne veszítse el többet Lorit, mert ő a legfontosabb az életében. Ezután elszáll belőle a varázslat, és visszaváltozik egy hétköznapi plüssmacivá.
John és Lori nyomban hazasietnek, és megpróbálják összevarrni Tedet, remélve, hogy újra életre tudják őt kelteni, fáradozásuk azonban nem jár sikerrel. John szörnyen szomorú, amiért elveszítette a legjobb barátját, és Lori is némi bűntudatot érez a történtek miatt, s mindenképpen szeretne valahogyan segíteni Johnnak helyrehozni a dolgokat. Azon az éjszakán Lori nem tud elaludni, s felkelve az ágyból az ablakhoz megy, majd mikor az égen megpillant egy hullócsillagot, lecsukja a szemét és kíván egyet. Másnap reggel Ted varázslatosan újra életre kell, s mindhárman rendkívül boldogok, hogy újra együtt lehetnek, John pedig végre megkéri Lori kezét, mondván, hogy nem akar többé elveszíteni senkit, aki fontos neki. Az esküvőjüket a közeli templomban tartják meg, ahová meghívják minden barátjukat, s Sam Jones felhatalmazott békebíró által házasodnak össze. Ezek után John, Lori és Ted boldogan éltek, amíg meg nem haltak.
A film végén megtudhatjuk, hogy időközben mi is lett a történet többi szereplőjével: Sam Jones visszaköltözött Hollywoodba, hogy újrakezdje filmes karrierjét, és alkalmi lakása lett egy műteremben, Brandon Routhal. Rexnek fel kellett végre adnia Lori hajszolását, amitől később depresszióba esett, agytumort kapott és meghalt (korábban John kívánt neki gonoszul, agytumort, amiért folyamatosan zaklatta Lorit a munkahelyén). Donnyt letartóztatta a bostoni rendőrség, egy plüssjáték elrablása megvádolásával, azonban a vádat ejtették, amikor rájöttek, hogy ez milyen hülyén hangzik. Robert szerzett egy személyi edzőt, leadott pár fölösleget, és Taylor Lautner lett belőle.
|  | Itt a vége a cselekmény részletezésének! |

## Szereplők
| Szereplő      | Színész           | Magyar hang    |
| ------------- | ----------------- | -------------- |
| John Bennett  | Mark Wahlberg     | Stohl András   |
| Lori Collins  | Mila Kunis        | Pikali Gerda   |
| Ted (hang)    | Seth MacFarlane   | Nagypál Gábor  |
| Donny         | Giovanni Ribisi   | Elek Ferenc    |
| Rex           | Joel McHale       | Dévai Balázs   |
| Guy           | Patrick Warburton | Sarádi Zsolt   |
| Thomas        | Matt Walsh        | Rosta Sándor   |
| Tami-Lynn     | Jessica Barth     | Tenki Réka     |
| Sam Jones     | Sam J. Jones      | Vass Gábor     |
| Norah Jones   | Norah Jones       | Pálfi Kata     |
| Robert        | Aedin Mincks      | Bogdán Gergő   |
| John apja     | Ralph Garman      | Jakab Csaba    |
| John anyja    | Alex Borstein     | Márton Eszter  |
| A fiatal John | Bretton Manley    | Richter Tamás  |
| A fiatal Ted  | Zane Cowans       | Straub Norbert |
| Mesélő        | Patrick Stewart   | Fodor Tamás    |

## Érdekességek
- A filmben miközben Ted füvezik és John gabonapelyhet eszik éppen a SpongyaBob Kockanadrág sorozat Halogatás című részét nézik.
- A bulin karaokézéskor Ted azt mondja: Nincs is olyan hangom mint Peter Griffinnek. Ezzel utalva Seth MacFarlane világhírű sorozatára, a Family Guy-ra és arra is, hogy MacFarlane adja Peter hangját a sorozatban.
- Amikor Lori megkérdezi Tedet, hogy mit csinál a lakásukban négy prostituált, ő azt válaszolja, hogy éppen a Jack és Jillt nézik, amelyben Adam Sandler alakít kettős férfi-női szerepet. Ted szerint a film nézhetetlen, a Jack és Jill ugyanis a kritikusok és nézőközönségtől egyaránt negatív értékelést kapott, s a 2011-ben debütáló filmek egyik legrosszabbika lett.
- A film elején futó montázs alatt, amely során láthatjuk, hogy Ted és John miként cseperedik fel, a két jóbarát moziba megy a Csillagok háborújának első részére a Baljós árnyakra, amelynek a jelmezes premierjén John Darth Maulnak, Ted pedig Yodának öltözik.
- Szintén ennél a résznél láthatjuk, ahogy a fiatal John biciklizik, Teddel a biciklikosarában, aki egy fehér lepedőt visel a fején, utalva ezzel az E.T.-re.
- A film során megtudhatjuk, hogy amíg Ted híresség volt, rengeteg híres műsorban szerepelt, például a Jane Carlsson Showban, ahol összetévesztették egy másik híres élő-beszélő plüssbábbal, "Alffal", az Alf című tévésorozatból.
- Ted a filmben szerepel a Rolling Stone magazin címlapján.
- Ted és Mark Wahlberg egyben felléptek a 85. Oscar-gálán, ahol ők hirdették a "Legjobb Hangeffekteknek" járó díjak nyerteseit. A szereplésük nem véletlen, hiszen a 2013-as Oscar-gála házigazdája maga Seth MacFarlane volt.
- A filmben, mikor Ted és John tévéznek, Ted azt mondja, hogy sikerült megszereznie a Cheers című tévésorozat teljes DVD díszdobozát, ahol a Ted Danson által adott interjút nézik, aki ekkor Woody Harrelson nemi szervéről beszél. Nem véletlen, hogy a filmben, a két főszereplő miért épp egy Ted nevű színészt hallgat.
- Amikor Ted megszökik Robert szobájából, halkan kisurran az ajtón, de utoljára még visszanyúl a letépett füléért, ezzel az Indiana Jones filmekre utalva, amiben a főhős mindig visszanyúl a kalapjáért, valahányszor, olyan helyzetbe keveredik, hogy az leesik a fejéről különböző akciói során. A jelenetben ugyanaz a zene szól, mint az Indiana Jones ezen jelenetei során.
- Amikor Ted Johnnal veszekszik egy ízben idézi Pink Floyd egyik híres számának az Another Brick in the Wall-nak néhány taktusát. A magyar változatban azonban Ted Szenes Iván Nemcsak a húszéveseké a világ című slágerét dúdolja.
- John, a Norah Jones koncerten a Polipka című film főcímdalát énekli el, a történet szerint ugyanis ezt a filmet nézték épp Lorival való első találkozásuk napján. A filmben Octopussy-ként emlegetik a filmet, az eredeti címén.
- A Ted eredetileg animációs sorozatnak volt tervezve, később az alkotók mégis úgy gondolták, hogy több ötlet van a beszélő-füvező-káromkodó plüssmaciban, úgyhogy egy egész estés mozifilmet is kihozhatnak belőle.
- A film főszereplőinek gárdája, egyaránt a Family Guy-ból állt össze. Mila Kunis főszerepben szinkronizálja a sorozatban Meg Griffint, és Mark Wahlberg is adta már a hangját a sorozatban kisebb-nagyobb mellékszereplőknek.
- A filmben kameó-szerepekben feltűnik még Tom Skerritt és Ryan Reynolds is.

## Filmzene
A filmnek több, mint 21 zenéje van, ennek mindegyikét Walter Murphy írta meg. A dalok előadói között szerepel Norah Jones (aki önmagát játssza a filmben) és a Queen. A film főslágerét az "Evreybody Needs A Best Friend" című dalt Oscar-díjra jelölték 2013-ban, a "Legjobb Betétdal" kategóriában. Továbbá a film zenéi közül rendkívül népszerűvé vált a "Flash's Theme", a Queen-től, az "All Time High", Rita Coolidge-től, valamint a rendkívül trágár szövegű Villámdal ("Thunder Song") Mark Wahlberg és Seth MacFarlane előadásában.
A számlista: 
1. "Everybody Needs a Best Friend" by Norah Jones
2. "The Power of Wishes"
3. "Thunder Buddies for Life"
4. "John and Lori at Work" / "A Walk in the Park"
5. "Magical Wish"
6. "Rex's Party (Everybody Needs a Best Friend)"
7. "The Breakup"
8. "Never Be Scared of Thunder Again"
9. "Ted Is Captured" / "Raiders of the Lost Ark"
10. "The Car Chase" / "Fenway Pursuit"
11. "Climbing the Tower" / "She's Your Thunder Buddy Now"
12. "Saving Ted" / "Lori's Wish"
13. "The Proposal" / "The Wedding"
14. "End Titles"
15. "Flash's Theme" by Queen
16. "Sin" by Daphné
17. "Only Wanna Be with You" by Hootie & the Blowfish
18. "Come Away with Me" by Norah Jones
19. "All Time High" by Rita Coolidge
20. "I Think We're Alone Now" by Tiffany
21. "Thunder Buddies" by Mark Wahlberg és Seth MacFarlane

Magyar dal:
- Villámdal – Stohl András és Nagypál Gábor

Egyéb számok hallhatók még a filmben úgy mint, a "Kiss Kiss" Chris Brown-tól, a "The Imperial March" John Williams-től, a "The Best Friend" Harry Nilsson-tól, és a "How You Like Me Now?" a The Heavy-től.

## Folytatás
Seth MacFarlane röviddel a film premierje után jelentette be, hogy dolgozik a folytatáson. A filmet ugyancsak a Media Rights Capital és a Fuzzy Doors Production készíti majd, a rendező ismét MacFarlane lesz, illetve Mark Wahlberg szintén visszatér a főszerepben. A női főszerepet ezúttal Amanda Seyfried tölti majd be, míg Mila Kunis csupán egy kisebb mellékszerep erejéig tűnik majd fel. A film amerikai premierjét 2015. június 26.-ára tűzte ki a stúdió.